# Ulex argenteus subsp. subsericeus
Ulex argenteus subsp. subsericeus é uma subespécie de planta com flor pertencente à família Fabaceae. 
A autoridade científica da subespécie é (Cout.) Rothm., tendo sido publicada em Bot. Jahrb. Syst. 72: 96 (1941).
Os seus nomes comuns são aulaga ou tojo.

## Portugal
Trata-se de uma subespécie presente no território português, nomeadamente em Portugal Continental.
Em termos de naturalidade é endémica da região atrás referida.

## Protecção
Não se encontra protegida por legislação portuguesa ou da Comunidade Europeia.